# Fumera del Gas Reusense
La Fumera del Gas Reusense és una xemeneia d'obra vista situada al municipi de Reus (Baix Camp), a l'avinguda de Marià Fortuny, i que forma part de l'Inventari del Patrimoni Arquitectònic de Catalunya.

## Descripció
És una fumera o xemeneia que formava part de l'antiga indústria "Gas Reusense". És de planta quadrada amb faixes verticals, que emmarquen les arestes del primer cos de l'element. Rematant la part inferior trobem una arqueria de coronament. El cos central està format per un llarg tub cilíndric de diàmetre decreixent a mesura que l'alçada és major. Té unes disset anelles metàl·liques a manera de suport distribuïdes per tota la fumera. La cornisa està centrada amb motllures de filet a manera de ratlles coronant el conjunt. Tota la xemeneia està feta de maó deixat a la vista.

## Història
La "Sociedad Gas Reusense" va ser fundada el 1854, entre d'altres per Macià Vila, i es va instal·lar entre l'inici de l'antic camí de La Canonja, la riera de Miró i els horts per on més tard va passar la via del tren a Tarragona. Les instal·lacions es van inaugurar el 1856. Subministrava gas a la ciutat de Reus per a la il·luminació pública i per al consum particular, a partir d'energia tèrmica. El 1899 generava també electricitat, que distribuïa per la ciutat. La fumera es va construir per a la fàbrica d'electricitat. L'empresa Gas Reusense va desaparèixer el 1969 absorbida per "Catalana de Gas y Electricidad".